# Цінчжоу
Цінчжоу (кит. спр. 青州市, піньїнь: Qīngzhōu Shì) — місто-повіт в центральнокитайській провінції Шаньдун, складова міста Вейфан.

## Географія
Цінчжоу розташовується у верхів'ях річки Міхе.

### Клімат
Місто знаходиться у зоні, котра характеризується вологим субтропічним кліматом. Найтепліший місяць — липень із середньою температурою 26.2 °C (79.2 °F). Найхолодніший місяць — січень, із середньою температурою -2.7 °С (27.1 °F).
| Клімат Цінчжоу          | Клімат Цінчжоу | Клімат Цінчжоу | Клімат Цінчжоу | Клімат Цінчжоу | Клімат Цінчжоу | Клімат Цінчжоу | Клімат Цінчжоу | Клімат Цінчжоу | Клімат Цінчжоу | Клімат Цінчжоу | Клімат Цінчжоу | Клімат Цінчжоу | Клімат Цінчжоу |
| Показник                | Січ.           | Лют.           | Бер.           | Квіт.          | Трав.          | Черв.          | Лип.           | Серп.          | Вер.           | Жовт.          | Лист.          | Груд.          | Рік            |
| Середня температура, °C | −2,7           | −0,5           | 6              | 13,5           | 19,7           | 24,2           | 26,2           | 25,4           | 20,3           | 14,4           | 6,7            | −0,3           | 12,7           |
| Норма опадів, мм        | 6.7            | 9.6            | 14.8           | 31.5           | 38.1           | 78.4           | 199.8          | 131.6          | 57.7           | 31.3           | 18.9           | 8.9            | 627.3          |
| Днів з опадами          | 3,3            | 4,2            | 4,4            | 7,2            | 6,2            | 9,7            | 15,7           | 12,8           | 9,5            | 7,7            | 6,6            | 4,1            | 91,4           |
| Вологість повітря, %    | 56.6           | 57             | 54.6           | 55             | 56.9           | 64.2           | 79.2           | 78.5           | 68.6           | 63.8           | 60.8           | 58             | 62.8           |
| ----------------------- | -------------- | -------------- | -------------- | -------------- | -------------- | -------------- | -------------- | -------------- | -------------- | -------------- | -------------- | -------------- | -------------- |
| Джерело: Weatherbase    |                |                |                |                |                |                |                |                |                |                |                |                |                |